# مناقشه آریان
مناقشه آریان (انگلیسی: Arian controversy)، مجموعه ای از مناقشات مسیحیت دربارهٔ ماهیت مسیح (عیسی) بود که با اختلاف بین آریوس و آتاناسیوس اسکندریه، دو متکلم الهیات مسیحی از مصر (اسکندریه) آغاز شد. مهم‌ترین این مناقشات مربوط به رابطه بین جوهر خدای پدر و جوهر پسر او(پسر خدا) بود.
امپراتور کنستانتین بزرگ، از طریق اولین شورای نیقیه در سال ۳۲۵، تلاش کرد تا مسیحیت را متحد کند و نسخه واحد و مورد تأیید امپراتوری این ایمان را ایجاد کند. از قضا، تلاش‌های او باعث ایجاد اختلافات عمیق پس از شورای نیقیه شد.
این اختلافات، کلیسا را به مدت بیش از ۵۵ سال، از زمان اولین شورای نیقیه در سال ۳۲۵، تا شورای اول قسطنطنیه، در سال ۳۸۱ به جناح‌های مختلف تقسیم کرد. هیچ انشعابی رسمی جدایی (دین) وجود نداشت.
در داخل امپراتوری روم، جناح تثلیث در نهایت از طریق فرمان تسالونیکا، که در ۲۷ فوریه سال ۳۸۰ توسط سه امپراتور حاکم در آن زمان صادر شد، دست برتر را به دست آورد و مسیح‌شناسی نیقیه را به مسیحیت به عنوان دین دولتی روم و از طریق اجرای دقیق آن فرمان. در داخل امپراتوری روم تبدیل کرد. با این حال، در خارج از امپراتوری روم، آریانیسم و سایر اشکال وحدت گرایی (یونیتارینیسم) برای مدتی به موعظه ادامه دادند. کلیسای کاتولیک و کلیسای ارتدکس شرقی، و همچنین سایر فرقه‌های مسیحی مدرن، عموماً از فرمول تثلیث پیروی می‌کنند، اگرچه هر کدام الهیات خاص خود را در این مورد دارند.

## تاریخ

### آغازها
تاریخ اولیه این مناقشه باید از حدود ۳۵ سند موجود در منابع مختلف جمع‌آوری شود. مورخ تثلیث سقراط بیزانسی گزارش می‌دهد که آریوس اولین بار در زمان اسقف اسکندر اسکندریه بحث‌برانگیز شد، زمانی که آریوس قیاس زیر را فرموله کرد:
«اگر پدر، پسر را می‌آورد، او که زاییده می‌شود، نقطه آغازی از وجود دارد: از این رو است که زمانی وجود دارد که پسر هنوز وجود نداشته. پس از آن ناگزیر است که وجود خود را، از عدم داشته باشد».
آتاناسیوس اسقف اسکندریه به دلیل واکنش کندش علیه آریوس مورد انتقاد قرار گرفت. او نیز مانند سلف خود، دیونیسیوس، به نوسان متهم شده‌است. بر اساس اثر یوسبیوس قیصریه، زندگی کنستانتین، این مناقشه از اسکندریه تقریباً به تمام مناطق آفریقا گسترش یافته بود و توسط امپراتوری روم به عنوان اخلال در نظم عمومی تلقی می‌شد. کنستانتین بزرگ دو نامه به آریوس و آتاناسیوس اسقف اسکندر فرستاد و از رهبران مذهبی خواست تا از این اختلافات جلوگیری کنند. مناقشه ادامه‌دار منجر به نظارت کنستانتین بر اولین شورای نیقیه شد.

### شورای اول نیقیه (۳۲۵)

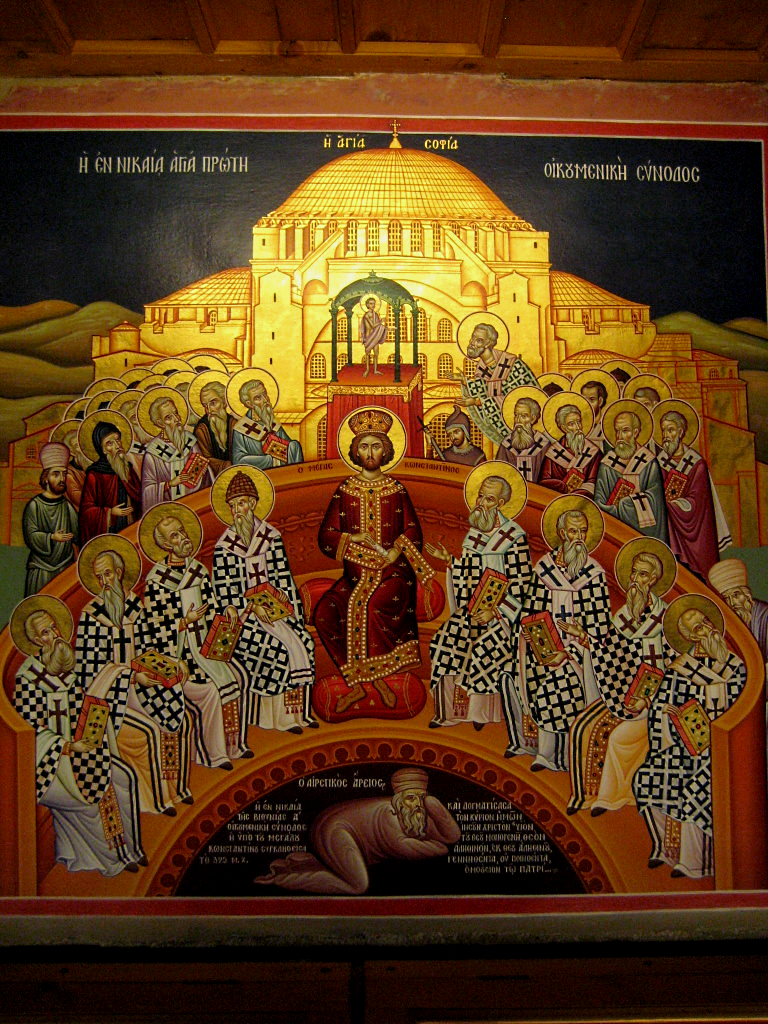
اولین شورای نیقیه، با آریوس که زیر پای امپراتور کنستانتین بزرگ و اسقف‌ها به تصویر کشیده شده‌است.

«آریانیسم در اسقف‌نشین اسکندریه وجود نخواهد داشت.» در زمانی که اسقف اسکندر سرانجام علیه رئیس خود آریوس عمل کرد، آموزه آریوس بسیار فراتر از مقر خود گسترش یافته بود. این موضوع برای کل کلیسا به موضوعی برای بحث و آشفتگی تبدیل شده بود.
کلیسا اکنون یک نیروی قدرتمند در جهان روم بود، به طوری که کنستانتین یکم آن را در سال ۳۱۳ از طریق فرمان میلان قانونی کرد. کنستانتین مایل بود که کلیسا به انسجام اجتماعی و اخلاقی امپراتوری کمک کند، اختلاف مذهبی تهدیدی برای رفاه عمومی بود. در نتیجه، امپراتور علاقه شخصی به چندین موضوع جهانی، از جمله دوناتیسم و جدال مربوط به آن در ۳۱۶ داشت. او همچنین می‌خواست به اختلاف آریان پایان دهد.
به این منظور، امپراتور اسقف هوسیوس کوردوبا را فرستاد تا موضوع را بررسی کند و در صورت امکان، اختلافات را حل کند. هوسیوس با نامه سرگشاده امپراتور همراه شد: «پس اجازه دهید هر یک از شما با توجه به دیگری، به توصیه بی طرفانه همکار خود گوش فرا دهید.» از آنجایی که با وجود تلاش‌های هوسیوس، بحث ادامه داشت، کنستانتین در سال ۳۲۵ بعد از میلاد گامی بی‌سابقه برداشت: او یک شورای جهانی یا شورای سراسری مسیحیت در نیقیه متشکل از پیشوایان کلیسا از تمام نقاط امپراتوری برای حل این مسئله، احتمالاً به توصیه هوسیوس را فرا خواند. به‌طور سنتی گفته می‌شود که ۳۱۸ اسقف برای شرکت در شورا به نیکیه آمدند، اگرچه برخی دیگر ارقام را از ۲۵۰ تا ۳۰۰ پیشنهاد می‌کنند. اکثریت قریب به اتفاق آن اسقف‌ها از شرق بودند. ایتالیا، اسپانیا، گال، شمال آفریقا، ایران و سکاها هر کدام یک اسقف فرستادند.
اسقف رم، سیلوستر یکم که خودش برای شرکت در آن خیلی پیر بود، دو کشیش را به عنوان نمایندگان خود فرستاد. آریوس خود در شورا و همچنین شماس جوان، آتاناسیوس اسکندریه (۲۹۶–۳۷۳) که به عنوان دستیار اسقف الکساندر اسکندریه شرکت کرد و قهرمان عقیده نیقیه شد و بیشتر عمر خود را صرف مبارزه با آریانیسم و شکل دیگری از وحدت‌گرایی یا یونیتارینیسم کرد. همچنین یوسبیوس قیصریه از قیصریه و یوسبیوس نیکومدیا نیز شرکت داشتند. قبل از تشکیل کنفرانس اصلی، هوسیوس ابتدا با اسکندر و حامیانش در نیکومدیا ملاقات کرد. ریاست شورا بر عهده خود امپراتور بود که در برخی از مباحث آن شرکت داشت و حتی رهبری آن را بر عهده داشت.
کسانی که از این عقیده حمایت می‌کردند که مسیح ابدی و هم جوهر با پدر است، توسط آتاناسیوس اسکندریه رهبری می‌شدند. کسانی که در عوض اصرار داشتند که پسر خدا از نظر زمان و ماهیت پس از خدای پدر آمده‌است، توسط آریوس رهبری می‌شد. حدود دو ماه دو طرف با توسل به کتاب مقدس برای توجیه مواضع مربوط خود بحث و مناظره کردند. آریوس معتقد بود که پسر خدا موجودی است که از هیچ ساخته شده‌است. و اینکه او اولین تولید خدا بود، قبل از همه اعصار. و او استدلال کرد که همه چیز دیگر از طریق پسر خدا عیسی آفریده شده‌است. آریوس گفت، بنابراین، تنها پسر است که مستقیماً از خدا آفریده شده و زاده شده‌است. علاوه بر این، زمانی بود که او وجود نداشت. آریوس گفت که او با اراده آزاد خود قادر بود، و بنابراین «آیا او به معنای واقعی یک پسر بود، باید پس از پدر آمده باشد، بنابراین زمان آشکارا زمانی بود که او نبود، و از این رو او موجودی محدود بود.
بر اساس برخی از روایات موجود در قدیس‌نگاری کتاب مقدس، بحث در شورا به حدی داغ شد که نیکلاس قدیس یک دفعه یک سیلی به صورت آریوس زد. اکثر اسقفان در شورا در نهایت با عقیده ای موافقت کردند که پس از آن به عنوان اعتقادنامه نیقیه شناخته می‌شود که در اولین شورای نیقیه تدوین شد. این اعتقادنامه شامل کلمه homoousios به معنای "هم جوهری" یا "یکسان در ذات " بود که با باورهای آریوس ناسازگار بود. در ۱۹ ژوئن ۳۲۵، شورا و امپراتور بخشنامه ای به کلیساهای اسکندریه و اطراف آن صادر کردند: آریوس و دو تن از پارتیزان‌های تسلیم ناپذیرش (تئوناس و سکوندوس) خلع مقام شده و به ایلیریکوم (استان روم) تبعید شدند، در حالی که سه حامی دیگر - تئوگنیس نیقیه‏، یوسبیوس نیکومدیا و ماریس کلسدونی - تنها به دلیل احترام به امپراتور امضاهای خود را بر پای اعتقاد نامه قرار دادند. با این حال، کنستانتین به زودی دلیلی برای مشکوک به صداقت این سه پیدا کرد، زیرا بعداً آنها را در جمله ای که در مورد آریوس صادر شد گنجاند.